# Anastassija Anatoljewna Barannikowa
Anastassija Anatoljewna Barannikowa, geb. Gladyschewa (russisch Анастасия Анатольевна Баранникова (Гладышева), englisch Anastasiya Anatolievna Barannikova (née Gladysheva), wiss. Transliteration Anastasija Anatol'evna Barannikova; * 27. November 1987 in Perm, Sowjetunion) ist eine ehemalige russische Skispringerin.

## Werdegang
Gladyschewa gab ihr internationales Debüt am 8. August 2009 im Skisprung-Continental-Cup. Der Sommer 2009 sowie die Wintersaison 2009/10 verliefen erfolglos für sie. Sie blieb in allen Springen hinter den Punkterängen. Ihre beste Platzierung war ein 33. Platz in Lillehammer. In der Saison 2010/11 pausierte sie international. Erst zu Beginn der 2011/12 stieg sie wieder in den Continental Cup ein und gewann auf Anhieb bei ihrem ersten Springen in Rovaniemi ihre ersten Continental-Cup-Punkte. Nach zwei 16. Plätzen erhielt sie am 3. Dezember 2011 erstmals die Nominierung für den neugeschaffenen Skisprung-Weltcup der Damen. In Lillehammer erreichte sie von der Normalschanze den 46. Platz und blieb damit ohne Weltcup-Punkte.
Nach weiteren Platzierungen außerhalb der Punkteränge gelang Gladyschewa am 11. Februar 2012 in Ljubno erstmals der Sprung unter die besten 30. Mit dem 29. Platz gewann sie ihre ersten zwei Weltcup-Punkte. In Oslo am Saisonende gewann sie einen weiteren Punkt und beendete die Saison 2011/12 auf dem 49. Platz der Weltcup-Gesamtwertung. Nach zwei guten Springen in Villach im Rahmen des FIS Cups im Juli 2012 startete Gladyschewa ab August beim Skisprung-Grand-Prix. Beim Mixed-Teamspringen in Courchevel erreichte sie mit der Mannschaft den zehnten Platz. Im kasachischen Almaty gelang ihr der Sprung unter die besten zwanzig. So erreichte sie die Plätze 18 und 17. Am Ende erreichte sie den 26. Platz in der Gesamtwertung.
Die ersten Weltcup-Springen der Saison 2012/13 verliefen für Gladyschewa erfolglos. Verpasste sie beim Saisonauftakt in Lillehammer die Punkteränge mit Platz 32 nur knapp, lag sie in den folgenden Weltcups deutlich dahinter. Erst auf der Zaō-Schanze im japanischen Yamagata gelang ihr mit dem 23. und mit dem 22. Platz wieder ein Punktegewinn. Auch in Ljubno sprang sie erneut in die Punkte.
Bei den Nordischen Skiweltmeisterschaften 2013 im Val di Fiemme erreichte Gladyschewa im Einzel Platz 26. Im Mixed-Teamwettbewerb erreichte sie gemeinsam mit Denis Kornilow, Irina Awwakumowa und Dmitri Wassiljew den neunten Platz. Nach den Weltmeisterschaften 2013 startete sie erneut im Continental Cup und konnte dabei in Örnsköldsvik mit dem dritten Platz ihren ersten Podestrang der Karriere erreichen.
Bei der Winter-Universiade 2013 in Predazzo belegte Gladyschewa den zehnten Rang im Einzel und zusammen mit Alexander Sardyko den achten Rang im Mixed-Teamwettbewerb.
Bei der Winter-Universiade 2015 in Štrbské Pleso gewann sie in drei Wettbewerben drei Medaillen. Im Einzelwettbewerb holte sie als Dritte hinter Irina Awwakumowa und Yuka Kobayashi die Bronzemedaille. Den Mannschaftswettbewerb gewann sie gemeinsam mit Irina Awwakumowa und im Mixed-Teamwettbewerb holte sie zusammen mit Michail Maximotschkin die Silbermedaille hinter Japan I. Die Nordischen Skiweltmeisterschaften 2015 in Falun beendete sie mit einem 35. Platz im Einzel. Am 12. Dezember 2015 erreichte sie als Neunte in Nischni Tagil ihre erste Top-Ten-Platzierung im Weltcup.
Seit 2016 ist sie verheiratet und heißt seitdem Barannikowa. Bei den Nordischen Skiweltmeisterschaften 2017 in Lahti erreichte Barannikowa im Einzel Platz 21. Im Mixed-Teamwettbewerb erreichte sie gemeinsam mit Denis Kornilow, Irina Awwakumowa und Jewgeni Klimow den sechsten Platz. Im Gesamtweltcup der Saison 2016/17 belegte sie mit 150 Punkten den 25. Platz und erreichte damit ihr bis dato bestes Ergebnis.
In der Saison 2017/18 belegte Barannikowa mit der russischen Mannschaft bei den ersten beiden Mannschaftsspringen im Weltcup der Frauen die Plätze zwei in Hinterzarten und drei in Zaō. Bei den Olympischen Winterspielen 2018 in Pyeongchang ging sie als Olympischer Athlet aus Russland an den Start und belegte im Einzelwettbewerb auf der Normalschanze den 27. Rang.

## Erfolge

### Weltcup-Platzierungen
| Saison  | Platz | Punkte |
| ------- | ----- | ------ |
| 2011/12 | 49.   | 03     |
| 2012/13 | 42.   | 023    |
| 2013/14 | 45.   | 031    |
| 2014/15 | 44.   | 04     |
| 2015/16 | 32.   | 051    |
| 2016/17 | 25.   | 150    |
| 2017/18 | 27.   | 096    |

### Grand-Prix-Platzierungen
| Saison | Platz | Punkte |
| ------ | ----- | ------ |
| 2012   | 26.   | 027    |
| 2013   | 26.   | 056    |
| 2014   | 18.   | 024    |
| 2015   | 27.   | 032    |
| 2016   | 17.   | 046    |
| 2017   | 16.   | 096    |

### Continental-Cup-Platzierungen
| Saison  | Platz | Punkte |
| ------- | ----- | ------ |
| 2011/12 | 29.   | 055    |
| 2012/13 | 04.   | 187    |
| 2013/14 | 28.   | 062    |
| 2014/15 | 20.   | 062    |
| 2015/16 | 52.   | 013    |

### FIS-Cup-Platzierungen
| Saison  | Platz | Punkte |
| ------- | ----- | ------ |
| 2012/13 | 20.   | 040    |
| 2013/14 | 10.   | 140    |
| 2014/15 | 05.   | 207    |